# Liste der Biografien/Ruy
Liste der Biografien |
Portal Biografien |
Personensuche
# |
A |
B |
C |
D |
E |
F |
G |
H |
I |
J |
K |
L |
M |
N |
O |
P |
Q |
R |
S |
T |
U |
V |
W |
X |
Y |
Z |
?
 
Ra |
Rb |
Rd |
Re |
Rh |
Ri |
Rj |
Rk |
Rl |
Rm |
Rn |
Ro |
Rr |
Rs |
Rt |
Ru |
Rv |
Rw |
Rx |
Ry |
Rz
 
Rua |
Rub |
Ruc |
Rud |
Rue |
Ruf |
Rug |
Ruh |
Rui |
Ruj |
Ruk |
Rul |
Rum |
Run |
Ruo |
Rup |
Rur |
Rus |
Rut |
Ruu |
Ruv |
Ruw |
Rux |
Ruy |
Ruz
Die Liste der Biografien führt alle Personen auf, die in der deutschsprachigen Wikipedia einen Artikel haben. Dieses ist eine Teilliste mit 21 Einträgen von Personen, deren Namen mit den Buchstaben „Ruy“ beginnt.

## Ruy
- Ruy-Sánchez, Alberto (* 1951), mexikanischer Schriftsteller

### Ruyg
- Ruygers, Geert (1911–1970), niederländischer Politiker (PvdA) und Journalist
- Ruygrok, Sven (* 1991), südafrikanischer Schauspieler

### Ruym
- Ruymen, Ayn (* 1947), US-amerikanische Schauspielerin

### Ruyp
- Ruypers-Erens, Stiena (1857–1930), niederländische Politikerin

### Ruys
- Ruys, Anna Charlotte (1898–1977), niederländische Bakteriologin und Hochschullehrerin
- Ruys, Bé (1917–2014), erste Pastorin der Niederländischen Ökumenischen Gemeinde zu Berlin
- Ruysbroeck, Jan van, flämischer Architekt
- Ruysch, Anna (1666–1754), niederländische Stilllebenmalerin
- Ruysch, Frederik (1638–1731), niederländischer Anatom und Botaniker
- Ruysch, Johannes († 1533), niederländischer Kartograph, Astronom, Buchillustrator und Maler
- Ruysch, Rachel (1664–1750), niederländische Malerin des Barock
- Ruysdael, Basil (1878–1960), US-amerikanischer Opernsänger (Bass), Gesangspädagoge und Schauspieler
- Ruysdael, Salomon van († 1670), holländischer Maler
- Ruysschaert, José (1914–1993), belgischer Bibliothekar

### Ruyt
- Ruyter, Engel de (1649–1683), niederländischer Vizeadmiral und Baron
- Ruyter, Gustav de (1862–1919), deutscher Chirurg
- Ruyter, Johann Ludwig (1806–1877), Bremer Kaufmann und Senator
- Ruyter, Michiel de (1607–1676), niederländischer AdmiralMichiel de Ruyter (1607–1676)

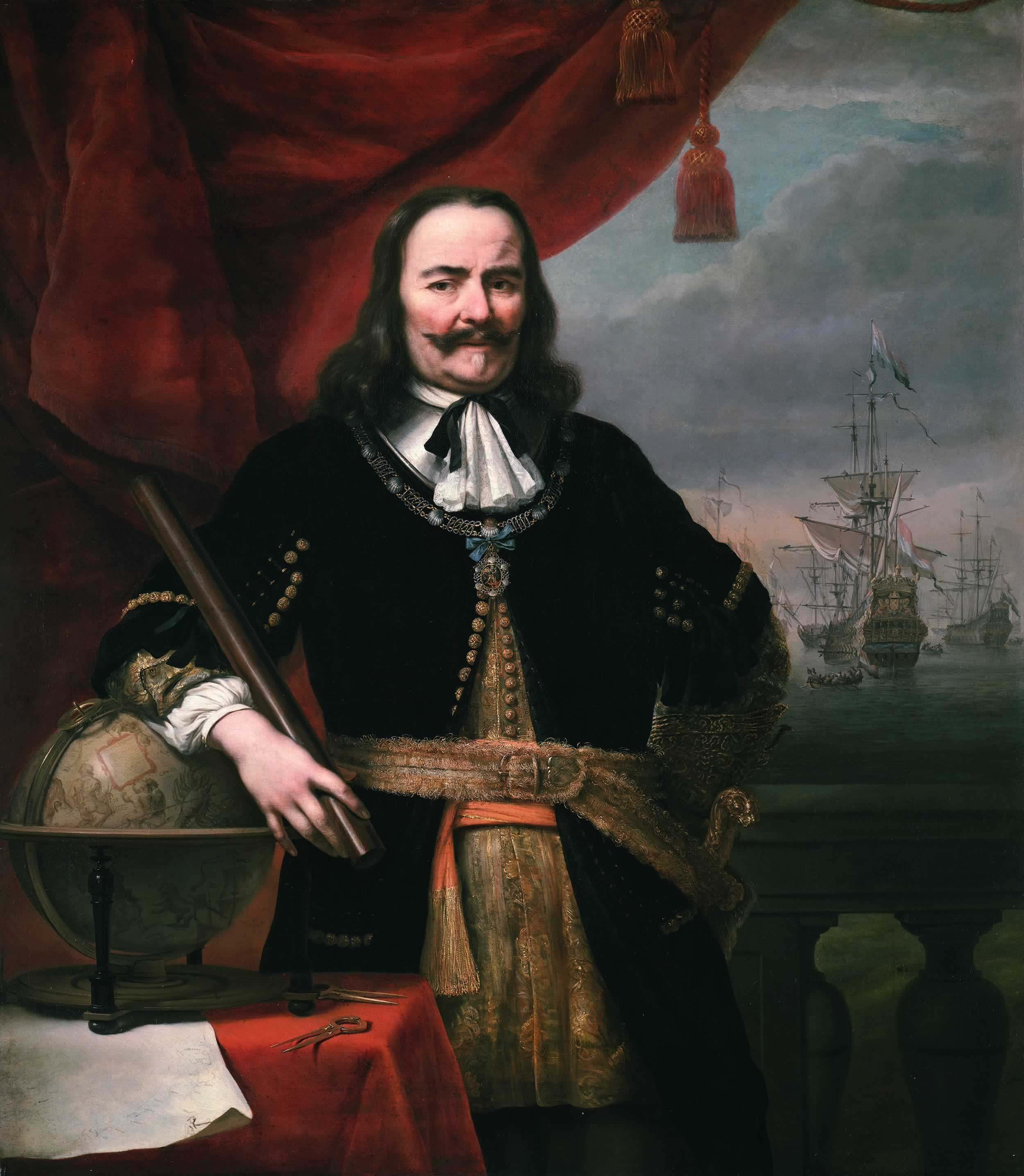
Michiel de Ruyter (1607–1676)

- Ruyter, Michiel de (1926–1994), niederländischer Jazzmusiker und Rundfunkmoderator
- Ruyter, Wim de (1918–1995), niederländischer Radrennfahrer